# Agitador (química)
Un agitador es parte de una unidad de proceso destinado a garantizar la homogeneidad de un medio (en términos de homogeneización de los componentes del medio y / o de la temperatura ).
Existen diferentes tipos de agitador de acuerdo con el medio, de la configuración de la unidad y el efecto deseado.

## Laboratorio

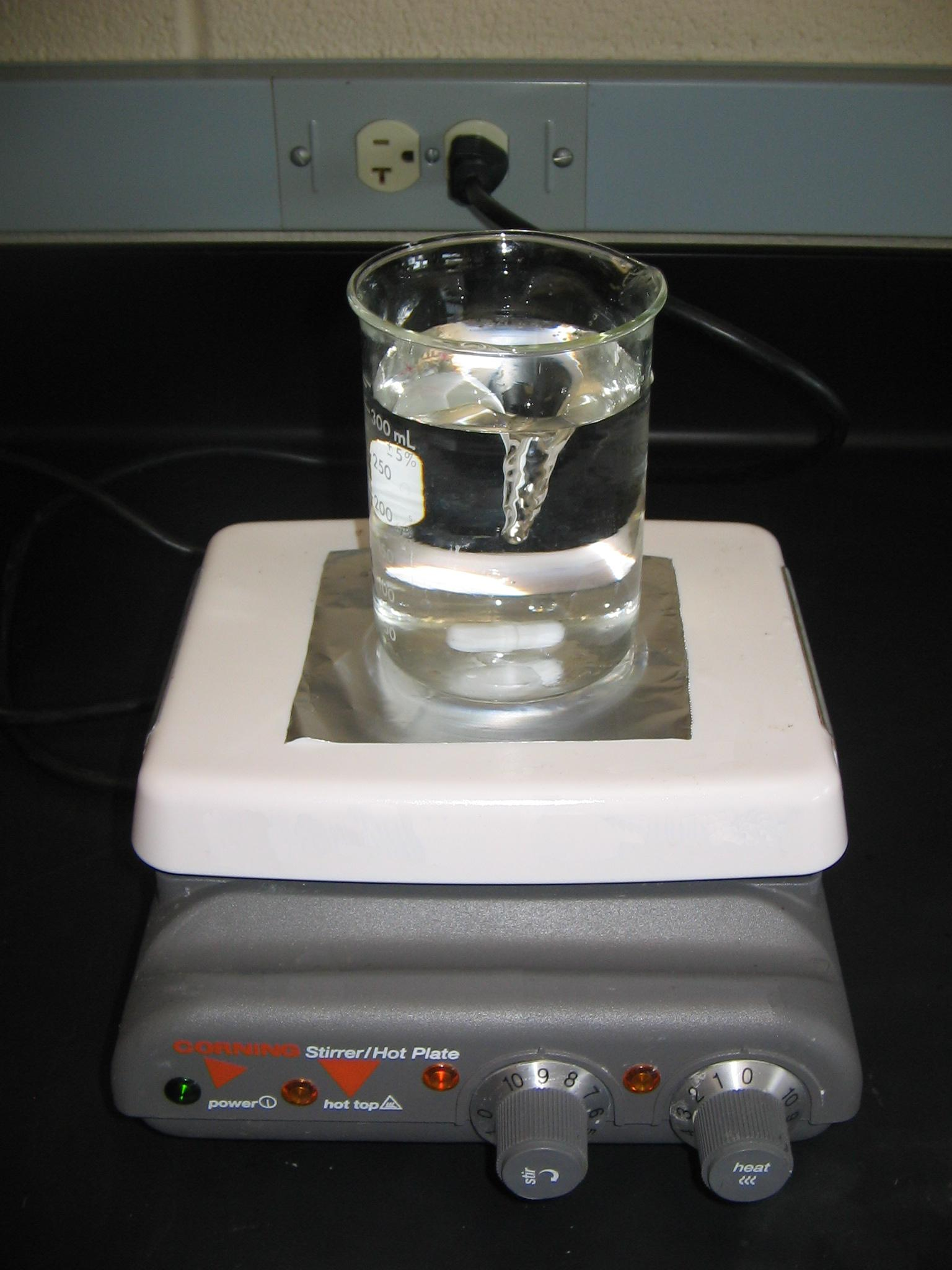
Una barra agitando una solución dispuesta sobre una parrilla calefactora con agitación magnética.

Un agitador es una barra de cristal, que puede agitar una solución en un contenedor. Su uso puede ser sustituido por una barra magnética en combinación con un parrilla calefactora.

## Ingeniería de procesos
La agitación es una parte importante del proceso de diseño desde el punto de vista de la optimización de la seguridad. La industria química ha desarrollado una gran cantidad de agitadores para satisfacer sus diferentes necesidades.
Los agitadores se clasifican de acuerdo a 2 categorías principales: agitadores para mezcla radial y par mezcla axial.

### Mezcla radial
La mezcla radial produce un movimiento a nivel del agitador: el fluido parte del centro del recipiente, es impulsado por el agitador hacia las paredes, de donde es reenviado al centro.
Tipo de agitador:
- Turbina
- Ancla
- Plancha
- Rejilla
- Impulsor

### Mezcla axial
La mezcla axial produce un movimiento de la mezcla en todo el recipiente: el agitador actúa como una bomba que succiona el líquido a lo largo de su eje antes de reenviarlo al fondo. El líquido entonces es elevado a lo largo de las paredes y una vez en la parte superior del recipiente es succionado hacia el centro antes de descender.
Tipo de agitador :
- Hélice
- Turbina de paletas inclinadas
- Banda agitadora